# Péronet Lamy
Pour les articles homonymes, voir Lamy.
Peronet Lamy, actif à partir de 1432 et décédé avant juillet 1453, appelé « Perenet lenlumineur », est un peintre et un enlumineur actif en Savoie dans le deuxième quart du XVe siècle ; sa carrière s’est entièrement déroulée au service de la maison de Savoie.

## Biographie et œuvre
Si Peronet Lamy est cité plusieurs fois dans les comptes savoyards pour ses activités d'enlumineur, plusieurs des manuscrits qui lui sont attribués le sont par les historiens de l’art sur des critères esthétiques ou iconographiques.
On suppose qu’il est né à Saint-Claude dans l'actuel département Jura : on ne conserve pas son acte de naissance, mais son frère Jean vivait à Saint-Claude en 1453.

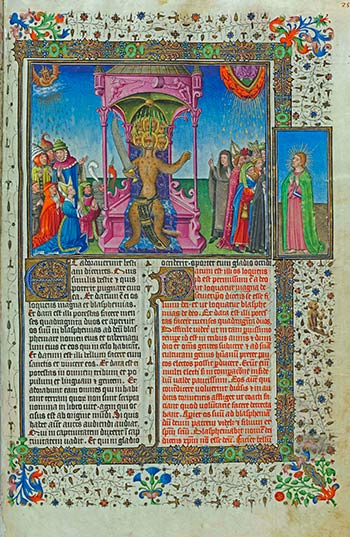
Apocalypse figurée des ducs de Savoie, miniature attribuée à Peronet Lamy.

Son nom apparaît pour la première fois en Savoie en mai 1432, quand il est rémunéré de cinq florins pour ajouter les marginalia (illustrations en marge) du manuscrit de l'Apocalypse conservé à la bibliothèque de l'Escurial, projet sur lequel il a travaillé jusqu'en 1434. Ce manuscrit, un chef-d'œuvre de la miniature du gothique tardif, commande des ducs de Savoie Amédée VIII et Charles Ier, est un commentaire de l’Apocalypse par Bérengaud et a été illustré par trois peintres : Jean Bapteur et Péronet Lamy en 1428-1435 puis terminé par Jean Colombe en 1486-1490. Les registres de compte indiquent que Lamy a réalisé non seulement les marginalia des 97 feuillets mais aussi les initiales et « certaines images » : Lamy a été payé trois ducats « pro certis ymaginibus positis », qui ont été identifiées avec les miniatures des folio 24 verso – 26 recto ; les thèmes en sont l’Adoration du dragon, deux Adorations des bêtes, et le Nombre de la Bête. Elles ont été sensiblement modifiées par Jean Colombe.
En août 1432 Péronet Lamy travaille de nouveau avec Jean Bapteur, cette fois sur la salle neuve et la nouvelle chapelle du château de Thonon. C’est la seule œuvre de Lamy conservée qui ne soit pas un manuscrit. 
En  1434, on lui attribue la centaine de lettrines d'or du livre d’heures d’Anne de Lusignan.
En 1436, il exécute une Nativité ajoutée en frontispice d’un évangéliaire réalisé pour Pietro Donato, évêque de Padoue ; l’identification a été proposée par Otto Pächt en 1943 : alors que les 53 autres miniatures sont dans un style italien, le frontispice est d’un style très différent, et avait déjà été attribué à un artiste rhénan. S. Edmunds émet l’hypothèse que Peronet Lamy a pu être embauché par Donato alors que celui-ci participait au concile de Bâle.

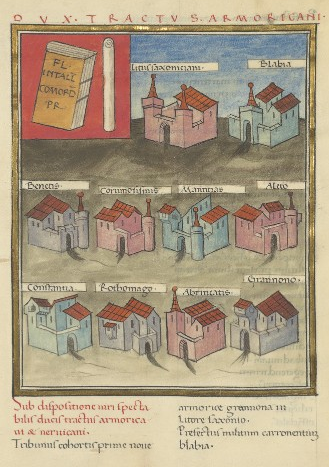
Notitia Dignitatum, manuscrit latin 9661 de la Bibliothèque nationale de France, folio 139

Pietro Donato fait de nouveau travailler Lamy pour une copie d’un manuscrit carolingien (aujourd’hui perdu, et lui-même copie d’un manuscrit du Ve siècle), le Codex spirensis qui contenait une copie de la Notitia dignitatum. Une des illustrations, une vue de Constantinople, semble avoir été une addition de Peronet Lamy et ne pas avoir figuré dans l'original. C’est aujourd’hui le manuscrit MS. Canon. Misc. 378 conservé à la Bibliothèque bodléienne. Peronet Lamy enlumine à la même époque une seconde copie du même texte, conservée sous la cote Latin 9661 à la Bibliothèque nationale de France.
En 1440 Lamy est payé pour une « ystoire de Nostre Dame et la première lettre et la vignette entour », dans un livre d'heures réalisé pour Yolande de France, fiancée du duc Amédée IX de Savoie. 
En novembre 1443, il reçoit cinq ducats d’or pour « enluminures aucunes » : ces enluminures ont été identifiées avec celles de deux missels réalisés pour le duc Amédée VIII pendant la brève période (1439-1449) où celui-ci a porté la tiare pontificale sous le nom de Félix V.  
Péronet Lamy travaille en 1442-1443 à l'exemplaire de dédicace du manuscrit du Champion des Dames de Martin Le Franc, exécuté sous la direction de l'auteur et remis à Philippe le Bon duc de Bourgogne.
Plusieurs autres manuscrits sont attribués à Lamy, notamment une copie des œuvres de Cicéron portant l'ex-libris de Martin Le Franc, un livre d'heures à l'usage de Rome qu'il a enluminé en collaboration avec trois autres artistes, ainsi qu'un livre d'heures à l'usage de Besançon. L’illustration des Heures de Saluces  a été commencée par Peronet Lamy, avant d’être achevée par Antoine de Lonhy, vers 1460,.